# HMS Dragon (D35)
Pour les autres navires du même nom, voir HMS Dragon.
Le HMS Dragon est un destroyer de type 45 de la Royal Navy.

## Histoire
Le Dragon débute sa première série d'essais en mer le 5 novembre 2010 et entre dans son port d'attache de Portsmouth pour la première fois le 31 août 2011.
Il rejoint la Royal Navy Surface Fleet le 20 avril 2012. Le 27 avril, il fait sa première visite à Liverpool, où il passe trois jours. Il est présenté au public le lendemain, les visiteurs peuvent voir l'intérieur du navire, y compris la salle des opérations.
En août 2013, le Dragon navigue avec la flottille autour du USS Nimitz dans la mer d'Arabie. Plusieurs Typhoons du Squadron RAF No. 6 (en) s'exercent avec le Dragon et les soldats américains dans le Golfe. Il revient par la Méditerranée.
En avril 2014, le Dragon est déployé au nord de l'Écosse pour suivre le navire de guerre russe Vice-amiral Koulakov. Il fait partie de la mission de la patrouille de l'Atlantique de la Royal Navy fin 2014.
En octobre 2016, le Dragon est envoyé pour suivre deux corvettes russes dans l'Atlantique lors d'un important déploiement de forces navales russes près du Royaume-Uni.
Le 11 février 2017, le Dragon a secouru les quatorze membres d’équipage du yacht britannique Clyde Challenger qui avait démâté et qui dérivait dans l'océan Atlantique à 610 milles nautiques au sud-ouest de Land's End. Clyde Challenger a ensuite été coulé.

## Dans la culture populaire
Le HMS Dragon apparaît dans une scène du 25e film de la saga James Bond, Mourir peut attendre, où il tire une salve de missiles de croisière mer-sol au large d'une île entre la Russie et le Japon.